# 사우슈타타르
샤우슈타타르(Shaushtatar)는 기원전 15세기의 미탄니의 후르 왕국의 왕(재위:기원전 1440~기원전 1410)이었다.
샤우슈타타르는 파르샤타타르의 아들이었다. 그가 왕좌에 오를 때까지 그의 아버지는 여러 도시에 후르족 제후를 설치하였다. 그것은 샤우슈타타르가 미탄니를 메소포타미아의 권력을 장악하기 위해서였다. 그는 이집트의 위협에서 벗어났지만 아시리아에 주목하였다.
그는 아시리아를 침입하여 약탈하였다. 그리고 은과 황금의 문을 와시슈칸니의 궁전으로 가져왔다. 이것은 수필룰리우마-샤티와자 조약의 히타이트 문헌으로 알려졌다.  그 후 아시리아는 아슈르-우발리트 1세(1365-1330 BC)의 시대에까지 미탄니에 조공을 바쳤다. 미탄니의 속주일 때 신과 사마슈의 사원이 아슈르에 건설되었다.
그가 아시리아를 침임한 후 샤우슈타타르는 그의 군대를 서쪽으로 돌려 지중해 연안의 북 시리아를 그의 아래에 두었다. 알레포, 누지와 아라파가 그의 치세에 미탄니에 복속되었다. 아라파의 총독이었던 태자의 궁이 발굴되었다. 샤우수타타르에게서 온 편지가 실웨테슙의 집에서 발굴되었다.
그러나 남 시리아는 아직 이집트의 영향권 내에 있었다. 그것은 미탄니에게 오랫동안 위협이 되어 왔다.
팔레스틴으로의 팽창은 결과적으로 이집트와의 전쟁이었다. 그는 그의 아들 아르타마마 1세에 의해 계승되었다.
| 전 대 파르샤타타르 | 제5대 미탄니 국왕 기원전 1440~기원전 1410 | 후 대 아르타마마 1세 |